# Eudactylota
Eudactylota é um gênero de traça pertencente à família Agonoxenidae.